# 原始全球化

## 原始全球化
原始全球化或早期现代全球化是全球化历史的一个时期，大约跨越 1500 年至 1800 年之间，紧随古代全球化时期之后。这一术语由历史学家AG 霍普金斯和克里斯托弗贝利首次提出，描述的是 19 世纪所谓的“现代全球化”到来之前的贸易联系和文化交流日益增多的阶段。 
原始全球化在扩张主义、管理全球贸易的方法和信息交换水平的基础上与现代全球化有所区别。这一时期的显著特征是霸权向西欧转移，强国之间爆发了三十年战争等更大规模的冲突，对商品（尤其是奴隶）的需求也随之增加。三角贸易使欧洲能够利用西半球的资源。与阿尔弗雷德·克罗斯比的哥伦布交换概念相关的动植物作物和流行病的转移也在这一过程中发挥了核心作用。原始全球化的贸易和交流涉及一个庞大的群体，包括欧洲、中东、印度、东南亚和中国商人，尤其是印度洋地区的商人。
从原始全球化到现代全球化的转变以基于资本主义和技术交流的更复杂的全球网络为标志；然而，它导致了文化交流的严重崩溃。

### 描述

阿姆斯特丹证券交易所庭院，约 1670 年

尽管在 16、17 和 18 世纪，西方帝国主义在世界体系中崛起，但在原始全球化时期，西欧与东亚和中东国家之间形成的体系之间的互动也日益增多。 原始全球化时期是各个国家、世界各地区和宗教的政府和传统制度与全球贸易、帝国主义和政治联盟的“新世界秩序”相协调的时期，历史学家AG 霍普金斯称之为“当代世界和遥远过去的产物”。 
霍普金斯认为，“全球化仍是一个不完整的过程：它在促进统一的同时又促进了分裂；它既可能前进也可能后退；它的地理范围可能表现出强烈的区域性；它的未来方向和速度无法自信地预测——当然更不能通过假设它有自己的‘内在逻辑’来预测。 在原始全球化之前，全球化网络是“伟大的国王和战士在神奇的土地上寻找财富和荣誉，宗教流浪者......”的产物。以及商人王子”。 原始全球化保留了古代全球化的许多方面，并使其更加成熟，例如城市、移民和劳动专业化的重要性。 
原始全球化还以两项主要的政治和经济发展为标志：“国家体系的重构，以及金融、服务业和前工业制造业的增长”。 当时，许多国家尽管继续垄断着公民的忠诚，但还是开始“加强领土、税收和主权之间的联系”。 这一时期的全球化进程主要集中于物质世界及其生产所需的劳动力。 原始全球化时期是“交易部门效率提高”的时期，生产的糖、烟草、茶、咖啡和鸦片等商品与古代全球化时期的商品截然不同。 经济管理的改善也延伸到了交通运输的扩张，从而形成了东西方之间复杂的联系。 贸易路线的扩张导致了以种植园制度和非洲奴隶出口为基础的“绿色革命”。 

## 前体

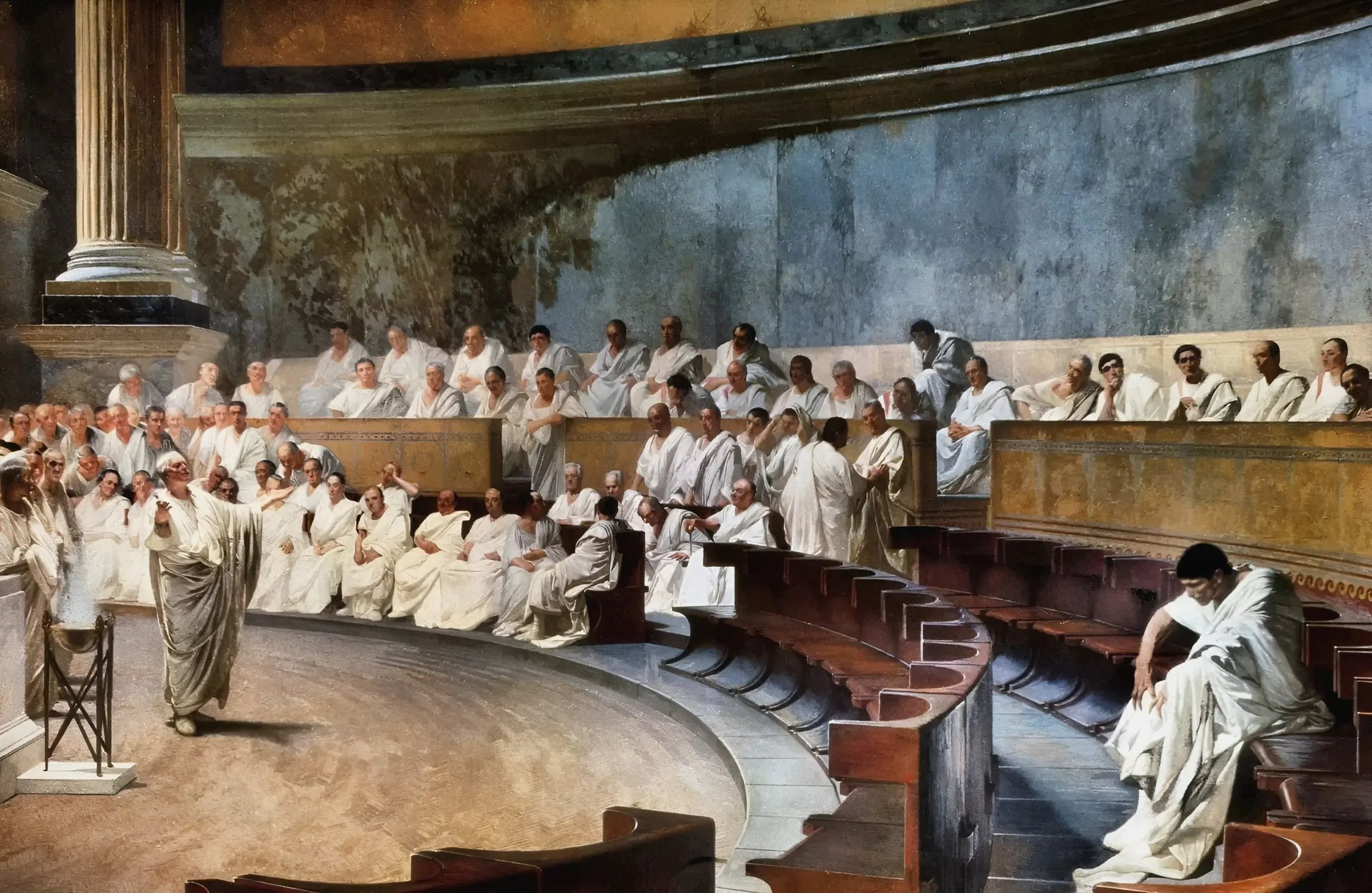
罗马元老院会议代表

在前现代时期，全球化的早期形式已开始对世界体系产生影响，历史学家 AG 霍普金斯将这一时期称为古代全球化。 导致原始全球化的世界体系依赖于一个或多个霸权国家，这些霸权国家将邻近文化融入其政治体系，向其他国家发动战争，并主宰世界贸易。 
古代全球化的一个主要霸权是罗马帝国，它通过长期的一系列军事和政治运动统一了大地中海地区和西欧，将罗马政府体系和罗马价值观扩展到较不发达的地区。被征服的地区成为帝国的行省，行省内的罗马军事前哨则发展成为城市，其建筑由最优秀的罗马建筑师设计，这加速了罗马“现代”生活方式的传播，同时吸收了这些本土文化的传统和信仰。 民族主义意识形态以及支持罗马军队和军事成功、勇敢和勇武的宣传也加强了罗马帝国在西欧和地中海地区的扩张。 罗马帝国修建了精良的渡槽和城市、坚固高效的海军舰队、舰船以及有序的铺砌道路系统，也促进了快速便捷的旅行以及与邻国和行省更好的联系和贸易。 
在汉武帝统治下的汉朝（公元前 141-87 年），中国政府统一并且变得足够强大，以至于中国开始成功地与东亚邻国进行帝国主义活动。 汉朝中国的帝国主义是一种和平的朝贡体系，主要注重外交和贸易关系。 汉帝国的发展促进了与几乎所有已知亚洲国家的贸易和文化交流，中国丝绸也传遍了亚洲和内亚，甚至传到了罗马。 唐朝初期，中国对外来影响的反应更加灵敏，唐朝逐渐成为一个大帝国。 与印度、中东等地的海外贸易迅速增长，中国东部和南部沿海地区从曾经遥远而又不重要的地区逐渐成为对外贸易的主要地区。 宋代，随着造船和航海技术的进步，中国海军实力更加强大，海上贸易也呈指数级增长。 
16世纪，明朝的统治者忽视了海上贸易对中国的重要性，中国的国力开始衰落。明朝统治者放松了中国海军的主导地位和对香料贸易的控制，欧洲列强开始介入。葡萄牙凭借其在船舶建筑、武器、航海技术和导航方面的技术进步，控制了香料贸易。由此，欧洲帝国主义和欧洲霸权时代开始了，尽管中国仍然在许多贸易领域保持着强势。 

## 贸易体系的变化

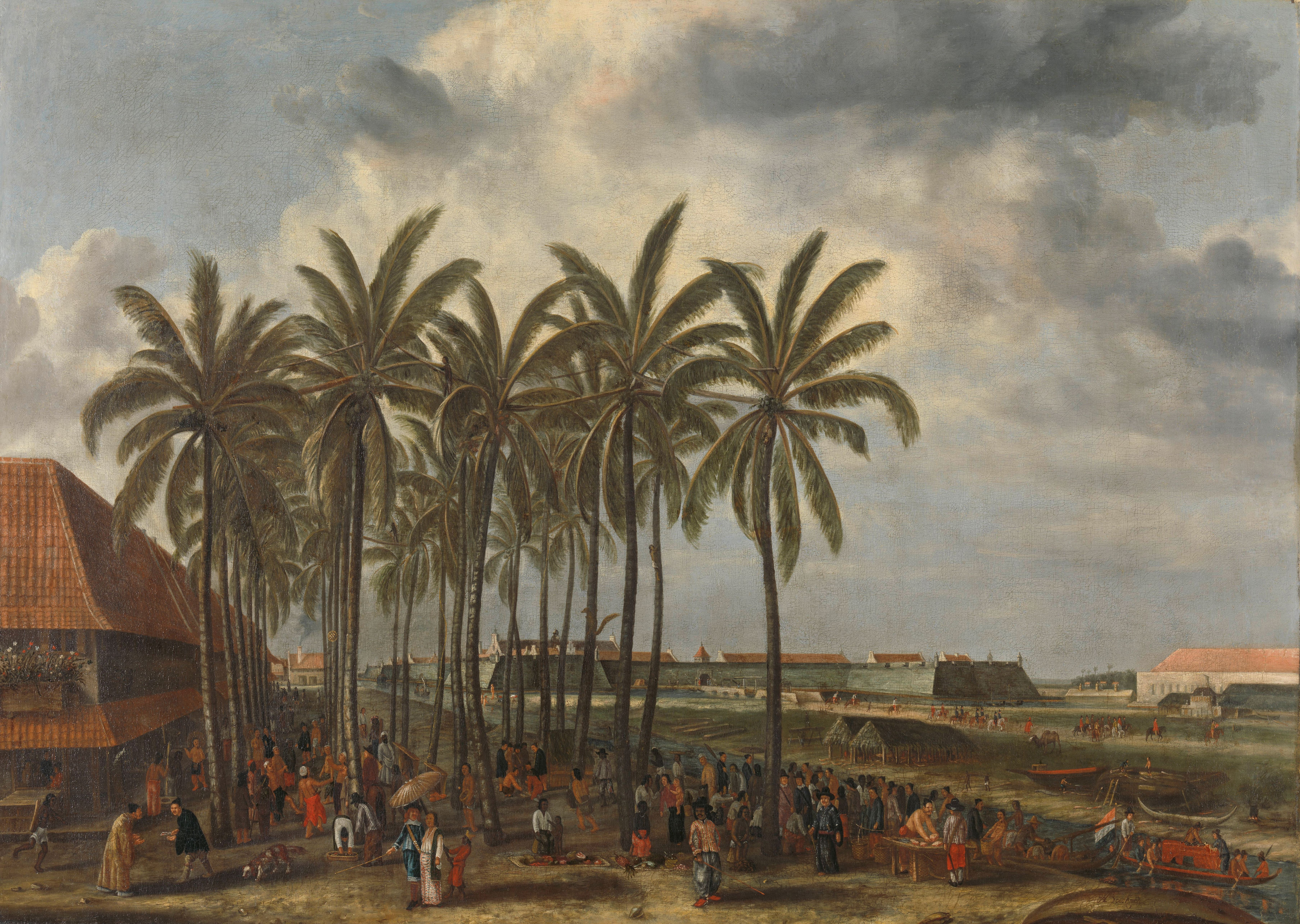
巴达维亚，荷属东印度群岛的首都，约 1661 年

原始全球化与古代全球化之间最显著的区别之一是从国家间珍稀物品贸易转向商品贸易。在 12 和 13 世纪，交易不同文化中陌生且稀有的物品是很常见的。古代全球化时期的一种流行贸易是欧洲商人航行到印度或中国地区购买瓷器、丝绸和香料等奢侈品。前现代时期的商人还贸易药品和某些食品，如甘蔗和其他农作物。 
虽然这些物品本身并不稀奇，但交易的药品和食品对人体的健康和功能具有价值。在全球化初期，棉花、大米和烟草等各种商品的贸易更为常见。 
向原始全球化贸易的转变标志着“现代国际秩序的出现”和早期资本主义扩张的发展。资本主义扩张始于 17 世纪的大西洋，到 1830 年已遍布全球。 

### 大西洋奴隶贸易

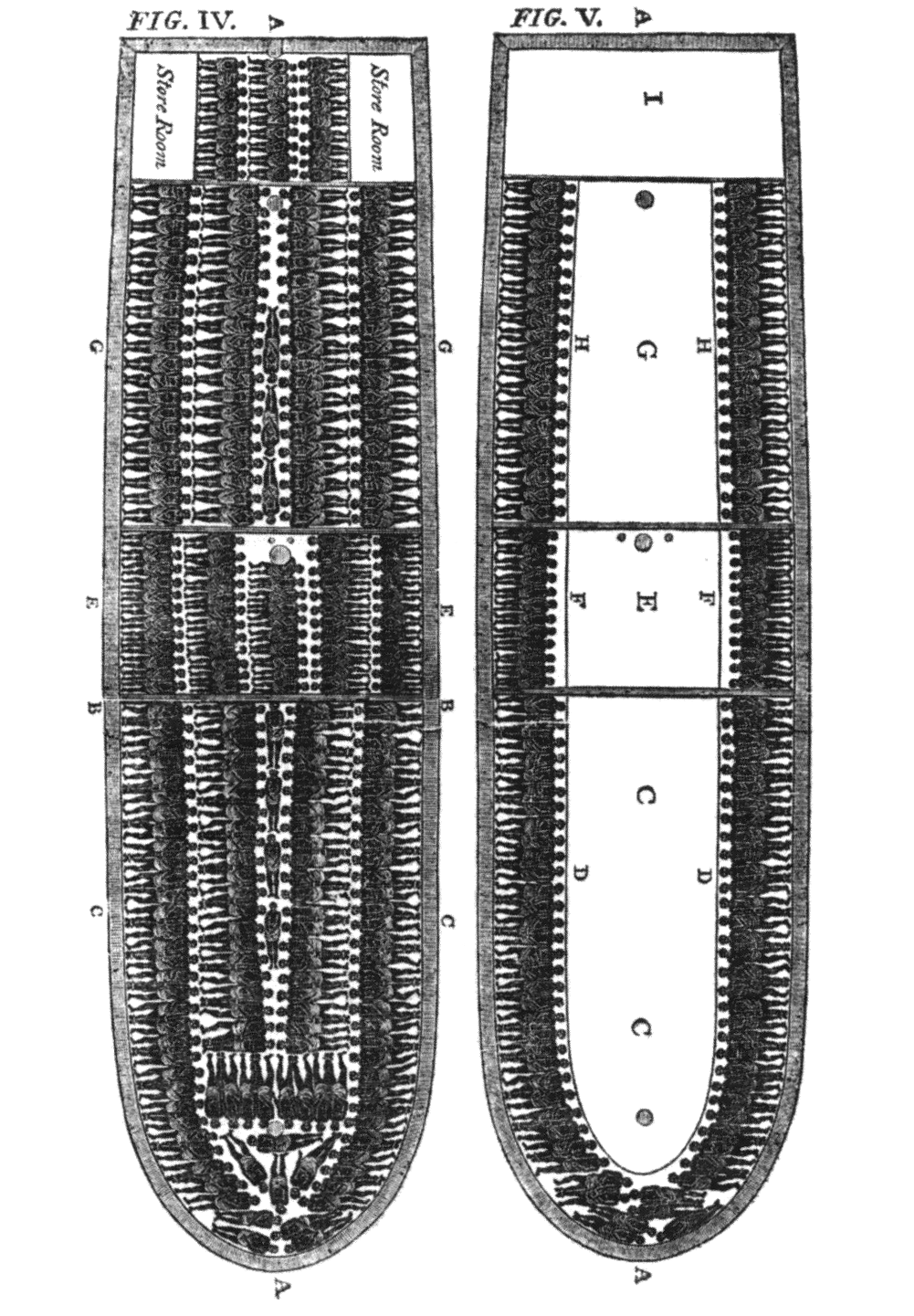
大西洋奴隶贸易中的奴隶船图表。摘自 1790 年和 1791 年向下议院专门委员会提交的证据摘要。

商品崛起的主要原因之一是奴隶贸易的兴起，特别是大西洋奴隶贸易。 15 世纪之前，奴隶的使用在劳动力中只是一种次要做法，对产品和商品的发展并不至关重要；但由于劳动力短缺，奴隶的使用有所增加。  1500 年后，圣多美的岛屿专制统治者和种植园中心开始与刚果王国建立贸易关系，从而使中非地区纳入了大西洋奴隶贸易。 葡萄牙人从大西洋港口阿加迪尔出口奴隶，这一行为在 16 世纪初的大部分时间里都有效。 葡萄牙在巴西次大陆的殖民也打开了美洲奴隶市场，允许奴隶从圣多美直接运往美洲。 欧洲的奴隶船将奴隶运送到伊比利亚半岛，但是，由于奴隶成本高昂，且可用于农业的农民劳动力廉价，因此欧洲的奴隶主仅出现在富裕的贵族家庭中，而且正如其名称所暗示的那样，首次使用非裔美国奴隶进行种植园工作发生在大西洋岛屿，而不是欧洲大陆。  1450 年至 1870 年间，约有 1020 万非洲人成功横渡大西洋。 由于欧洲人对生产的需求，大量奴隶人口得以繁荣，因为他们发现进口农作物和商品比自己生产更便宜。 
17 世纪，各奴隶贸易公司为了争夺经济上依赖奴隶的地区而爆发了许多战争。荷属西印度公司(GWC) 通过这些战争（特别是与葡萄牙的战争）从船长手中俘获了敌船，从而获得了大量奴隶；1623 年至 1637 年间，GWC 捕获了 2,336 名奴隶，并在新大陆出售。 向新大陆贩卖奴隶开辟了北美的贸易站；荷兰人于 1613 年在曼哈顿岛开设了第一个贸易站。 大英海盗公司还在加勒比地区开设了贸易站，并将奴隶运送到新尼德兰殖民地。 
使用奴隶给贸易地区的经济和生产带来了许多好处。欧洲咖啡、茶和巧克力的兴起带动了对糖生产的需求；70% 的奴隶专门用于劳动密集型的农作物生产。 奴隶贸易也有利于贸易航行，因为不断的航行使得投资者可以同时购买多艘船只的少量股份。 霍普金指出，包括他在内的许多学者都认为，奴隶贸易在全球化初期和之后对许多国家的财富至关重要，如果没有奴隶贸易，生产力就会急剧下降。 对船舶和航海技术的投资是原始全球化和现代全球化过程中发展起来的复杂贸易网络的催化剂。 

### 种植园经济

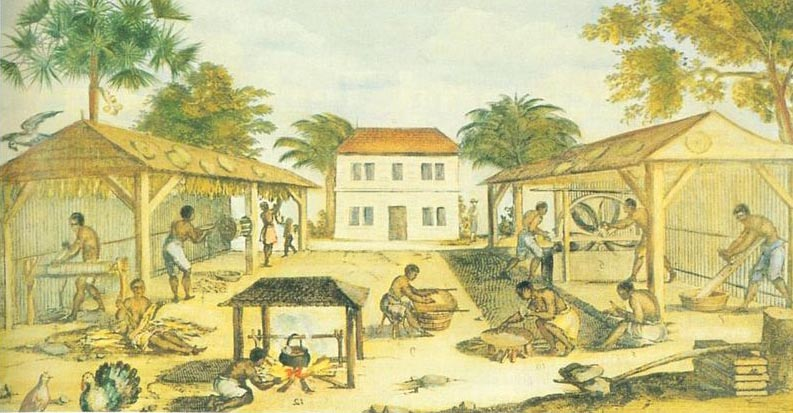
17 世纪弗吉尼亚州的奴隶加工烟草

因此，奴隶制的兴起是由于农作物生产和贸易的不断增加，更具体地说是种植园经济的兴起。种植园的兴起是原始全球化期间商品贸易的主要原因。出口国（主要是美国）利用种植园种植生产商品所需的原材料，然后将这些商品交易回种植园经济。 因种植园经济而贸易增长的商品主要有烟草、棉花、甘蔗和橡胶。 

#### 烟草

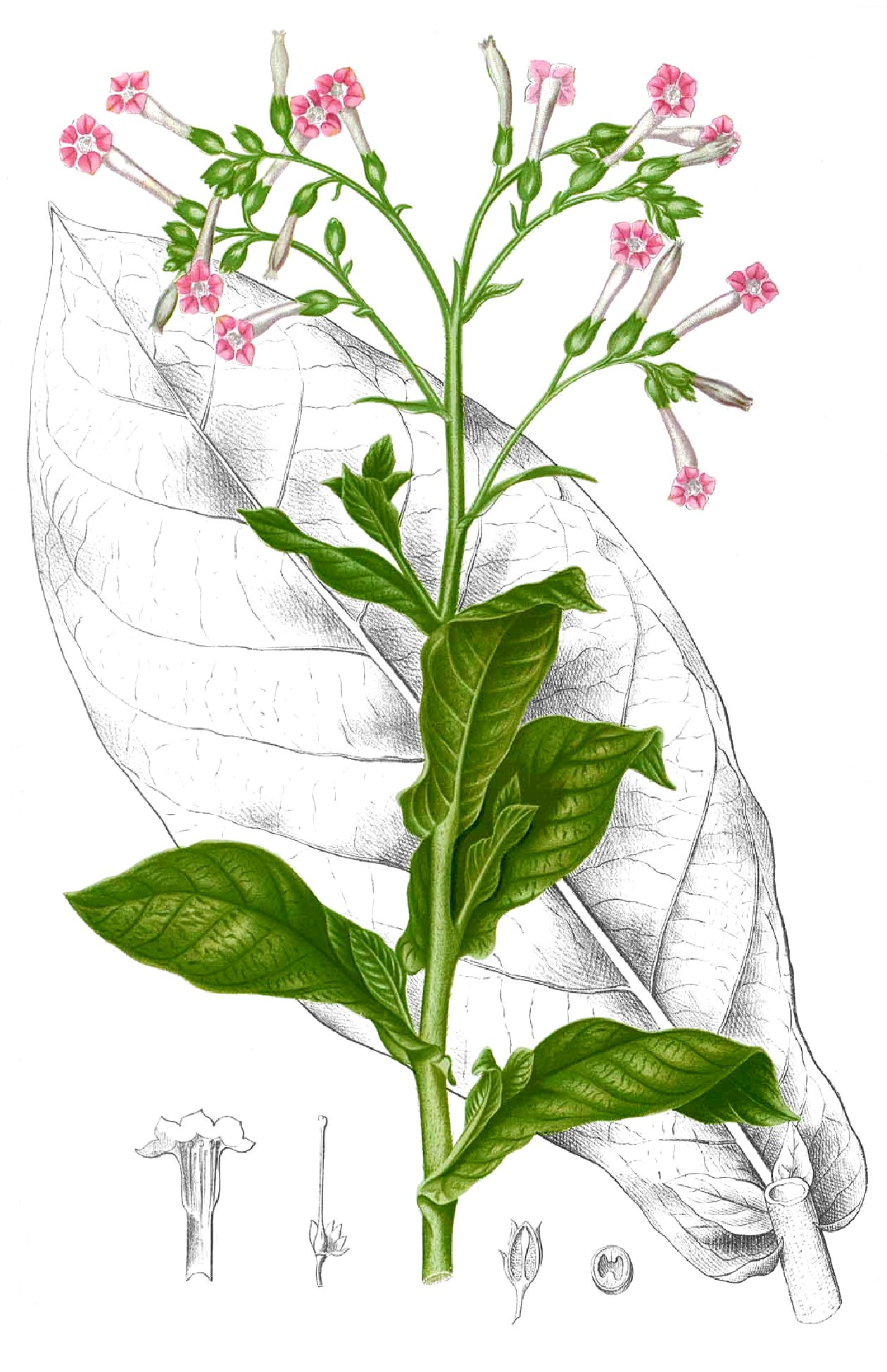
烟草

16 世纪下半叶，欧洲人对新大陆的兴趣集中在黄金和白银而不是烟草。欧洲人对烟草缺乏兴趣，是因为美洲印第安人控制着烟草业；只要美洲印第安人控制着烟草供应，就没有必要纳入欧洲商业资本主义。 
烟草贸易是一种新商品，由于种植园的兴起，在 17 世纪需求量很大。烟草开始被用作货币标准，这就是“经济作物”一词的由来。 第一批烟草从当时的美国殖民地（特别是弗吉尼亚）出口到伦敦，这给英国企业带来了巨大的财富。到 1627 年，弗吉尼亚烟草运往伦敦的每批价格为 50 万英镑。 到了 1637 年，烟草已经成为殖民地的货币；到了 1639 年，马里兰州向伦敦出口了 10 万磅烟草。 英国在烟草生产方面的成功引起了许多欧洲人的注意，尤其是法国马提尼克岛和瓜德罗普岛的殖民者的注意。这些岛屿很快就因烟草生产而变得富裕，到 1671 年，岛上种植经济作物的土地中约有三分之一用于种植烟草。 虽然烟草种植业蓬勃发展，但由于制糖业的利润，后来烟草生产严重衰退。根据巴巴多斯出口统计，该岛出口额的 82% 来自糖，而烟草仅占不到 1%。 

#### 蔗
另一种重要的贸易来源商品是用甘蔗生产的糖。糖的原产地在印度，人们将其采摘并种植在各个岛屿上。一旦到达伊比利亚半岛的人们手中，它就会进一步迁徙到大西洋彼岸。 16 世纪，新大陆出现了第一批甘蔗种植园，标志着甘蔗向西方迁移的最后一个伟大阶段。 由于运输原料糖存在冲突，糖一直与商业无关，直到精炼糖的出现才成为工业的中心。威尼斯是中世纪的炼油中心，因此成为糖的主要贸易商。尽管西班牙和葡萄牙垄断了美洲的甘蔗田，但其甘蔗供应却由威尼斯提供。 17 世纪，英国控制了威尼斯，成为糖的提炼和种植中心；这一领导地位一直保持到法国工业崛起。 在整个 17 世纪，糖仍被视为奢侈品，直到 17 世纪下半叶，糖才开始大量生产，并被广大英国人享用。 这一转变使糖成为一种商品，因为这种作物不仅在特殊场合使用，还用于所有日常餐食。

## 敌对行动、战争和帝国主义

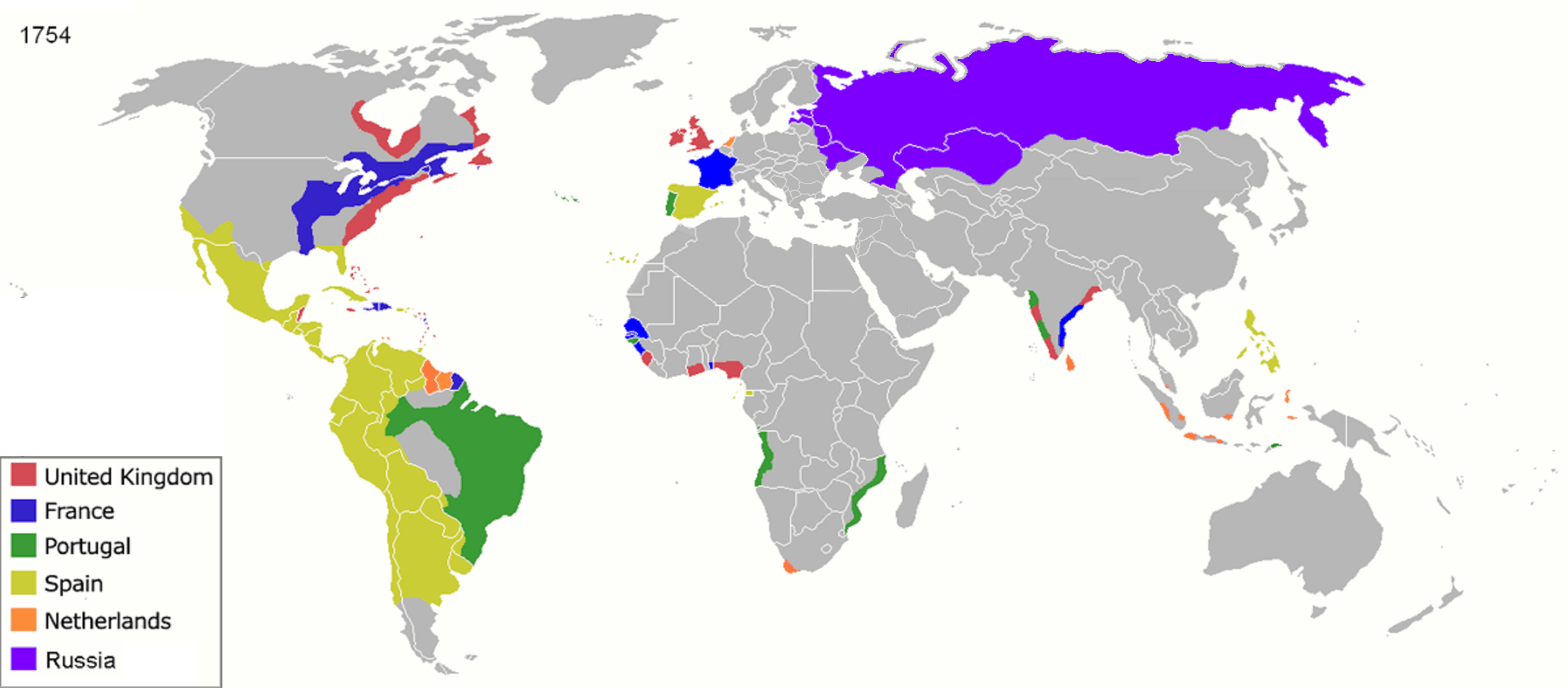
1754 年世界殖民帝国地图

原始全球化与现代全球化在扩张主义实践、管理全球贸易和金融的方法以及商业创新方面有所不同。随着大国的扩张主义转向西欧，各国开始竞争，争夺世界霸权。这些强国为了扩大财富而爆发了更大规模的冲突，导致各国相互夺取领土控制权，并将被征服地区所积累的产品和财富转移回主权国家。尽管 1600 年至 1800 年间世界各地都爆发了冲突，但欧洲列强发现自己更有能力应对战争压力。克里斯托弗·艾伦·贝利（Christopher Alan Bayly）的一句话更好地解释了这些优势：“欧洲人杀人的技术越来越高超。17 世纪欧洲的意识形态战争将战争、金融和商业创新联系在一起，扩大了所有这些优势。这让欧洲大陆在 18 世纪爆发的世界冲突中占据了绝对优势。西欧战争特别复杂，成本高昂，部分原因是它是两栖作战。” 这些久经沙场的国家为了自己的需要而战，但实际上他们的成功提高了欧洲在全球市场上的进步。以下每一节将阐明几次关键交战的历史。无论宗教战争还是商业战争，其影响在全世界都十分深刻。英国在英荷战争中的胜利使得其在商业航运和海军力量中占据主导地位。这为英国未来与外国的冲突，以及英国国内对北美大陆“祖国”的不满奠定了基础。法国和英国这两个欧洲强国之间爆发了法国-印第安人战争，最终英国取得了胜利，并继续在海上事业中占据主导地位。美国独立战争标志着对国外市场控制权的权力转移的开始。

### 英国内战
英国内战不仅是一场争夺宗教和政治信仰的战争，也是一场争夺经济和社会的战争。这场战争是议会党与保皇党之间的战争，发生于 1642 年至 1651 年之间，但被分成了几次独立的战斗。查理一世和他的支持者经历了战争的最初两次时期，最终导致查理一世国王解散了议会，议会十多年来没有再召开会议。驳回的原因是长期议会的支持者试图将两项决议纳入英国法律。一方呼吁对未经议会同意征税的个人进行严厉惩罚，并将他们标记为英国的敌人，而另一方则表示宗教创新也会导致同样的标签。这些政策都是针对查理一世的，因为他是一位次等领导人，同时也是天主教的支持者。这引发了清教徒起义，并最终导致查理一世因叛国罪被审判和处决。英国内战的最后阶段始于1649年，一直持续到1651年。这一次，查理一世的儿子查理二世国王率领支持者反对议会。 1651年发生的伍斯特战役标志着英国内战的结束。查理二世和其他保皇党势力被议会党及其领导人奥利弗·克伦威尔击败。这场战争使英国的宗教和政治信仰以及经济和社会开始走向不同的方向。此外，战争还从宪法上确立了英国君主未经议会批准不得统治的规定。

### 第一次英荷战争

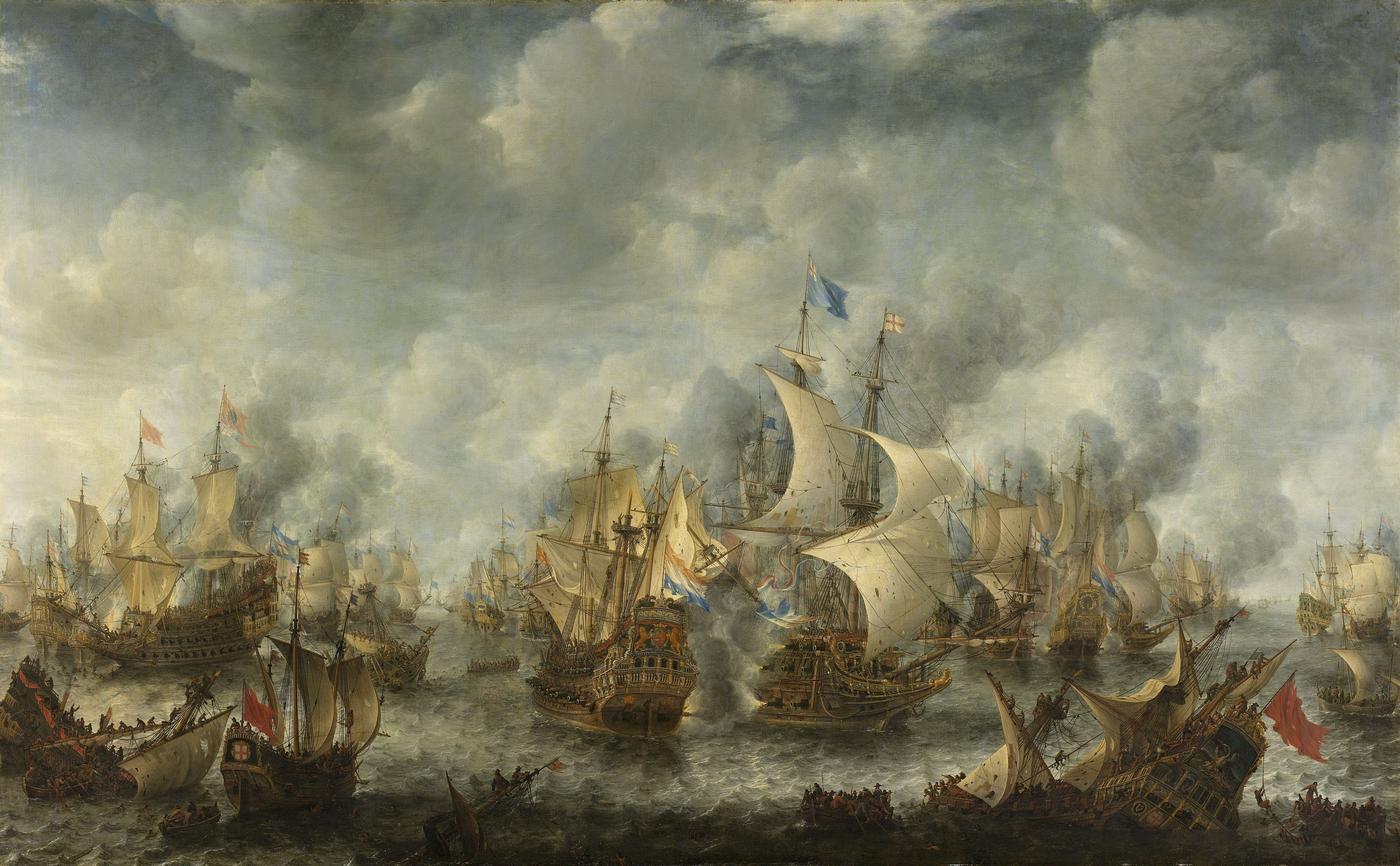
斯赫弗宁恩战役，1653 年 8 月 10 日，作者是扬·亚伯拉罕斯·贝尔斯特拉滕 (Jan Abrahamsz Beerstraaten) ，约于 1654 年创作，展现了从荷兰海岸看到的战役景象，当时数千人聚集在一起观看。

第一次英荷战争是 1652 年至 1654 年间英国与荷兰共和国之间为争夺商业航海权而爆发的一场海战，主要集中在东印度群岛。 第一部《航海法》禁止进口货物，除非这些货物是由英国船只或原产国的船只运输的。 这是一项针对荷兰人的政策，1652 年 5 月 19 日，荷兰和英国舰队之间爆发了小规模冲突，最终爆发了战斗。 战争于7月正式开始，战斗持续了两年。斯赫弗宁恩战役（也称为特塞尔战役）是这场战争中激烈战斗的结束，发生于 1653 年 7 月。  1654 年 4 月， 《威斯敏斯特条约》签署，结束了这场战争，并要求荷兰共和国遵守《航海法》并向英国赔偿战争损失。 

### 法国与印第安人战争

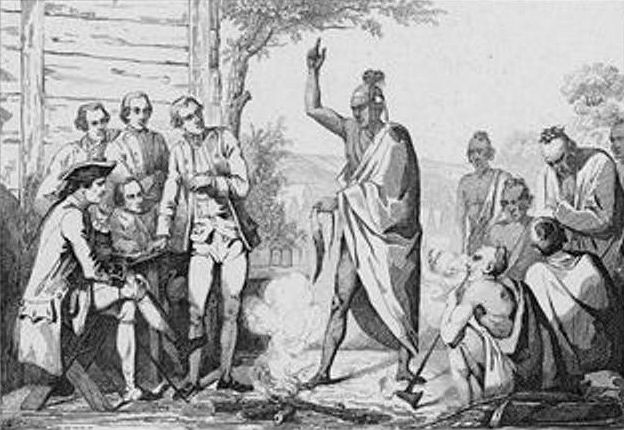
法国和印度领导人围绕埃米尔·路易·韦尔尼耶的仪式火举行会议

法国-印第安人战争是英国和法国以及与两国结盟的众多美洲原住民民族之间爆发的战争。 法国-印第安人战争是当时在欧洲进行的七年战争的北美战场。北美大陆的英国人口不断增长，迫使其向西扩张；然而，却遭到了法国及其美洲原住民盟友的抵抗。 法国军队开始进入英国领土，修建了无数堡垒，准备保卫新获得的土地。战争一开始就对法国及其美洲原住民盟友有利，他们一次又一次击败英国军队，直到 1756 年英国才击退了他们的抵抗。匹兹堡是法国与印第安人战争期间的战场中心，因为其地理位置处于三条河流交汇的中心：阿勒格尼河、莫农加希拉河和俄亥俄河。现今匹兹堡的地理位置为海军控制提供了优势。拥有这一地点不仅可以获得海军优势，还可以扩大经济活动，使货物的发送和接收相对容易。法国和英国军队都声称对该地区拥有所有权；法国建立了杜肯堡，英国建立了皮特堡。 1758 年，法国军队放弃并摧毁了杜肯堡，之后皮特堡得以建立。  1763 年，英国军队从法国手中夺取了魁北克和蒙特利尔，并于 2 月 10 日签署了《巴黎条约》 ，法国-印第安人战争由此结束。 法国被迫放弃其在北美的领土，将密西西比河以南地区的控制权交给了英国。这场战争的影响对北美的英国殖民地影响极大。英国为了控制新获得的领土，对殖民者征收许多税。这些紧张局势很快将升级为一场独立战争，以及经济世界主导地位的权力转移。

### 美国独立战争

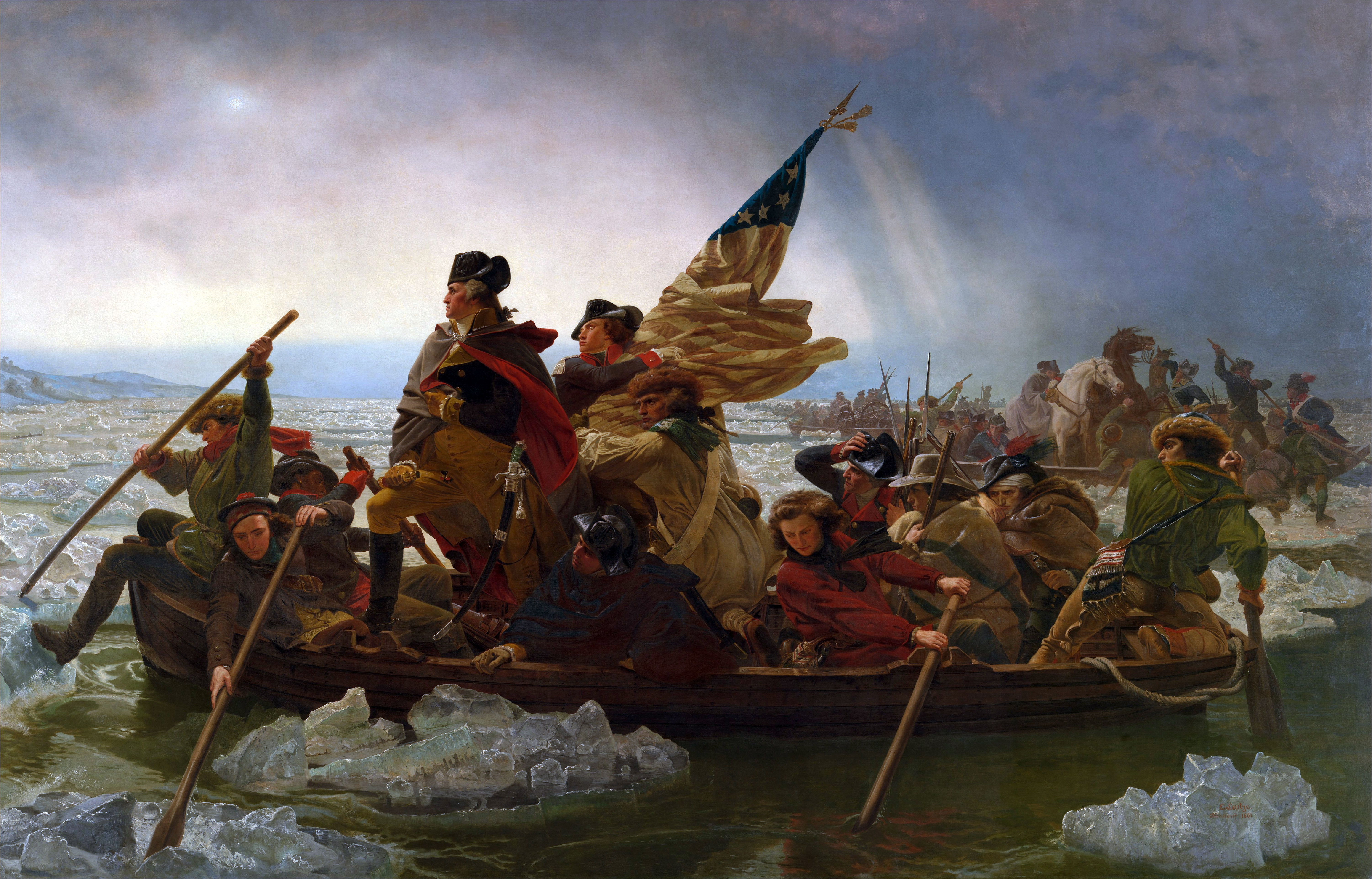
伊曼纽尔·洛伊茨(Emanuel Leutze) 的《华盛顿渡特拉华河》风格化描绘 (1851 年)

美国独立战争是英国与北美大陆 13 个英国殖民地居民之间的一场战争，叛乱分子认为英国的统治是暴政，因此渴望摆脱英国的统治。他们只是希望摆脱暴政并最终成为这个国家的第一批美国人。战争持续了八年，从 1775 年到 1783 年，始于布里兹山战役（现称为邦克山战役） ，超过 1,150 名英国士兵阵亡或受伤。这相当于参战的英国军队的近一半，约有 450 名寻求独立的公民（即将成为美国人的人）被杀、受伤或被俘。然而，英国人成功占领了这片土地，并将新组建的大陆军推回波士顿市，该市也很快被英国军队攻占。邦克山战役之前，1775 年 4 月的列克星敦战役和康科德战役中，英国军队开始进攻美国殖民地。英国军队正在寻找殖民者的补给站，但遭到了强烈抵抗，由于民兵部队人数众多，英国军队在康科德被击败。 1776年7月4日，第二届大陆会议签署了《独立宣言》 ，正式宣布北美殖民地成为一个主权国家，摆脱了英国的统治。此外，国会还批准为大陆军提供资金，这是美国政治机构首次处理军事事务。战争初期，英国占据主导地位，击退了大陆正规军和民兵，并占领了北美大片领土。然而，1777 年，随着殖民者在萨拉托加战役中首次战胜英国军队，形势开始有利于殖民者。战争剩余时间的胜利一直是英国和殖民者之间争论不休，但 1778 年美国殖民者与法国结盟，创造了公平的竞争环境，并最终击败了英国陆军和海军。 1781年，美法联军在约克镇围困了逃跑的英国南方军队，从而结束了独立战争的主要战斗。 1783年《巴黎条约》签署，承认美国殖民地为独立国家。新成立的美国经历了多次转变，成为世界顶级经济和军事强国之一。

## 条约和协议

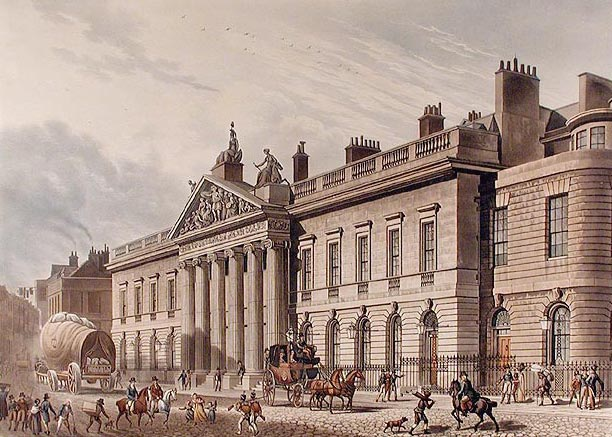
扩建后的东印度大楼，位于伦敦利德贺街，重建于 1799-1800 年，建筑师Richard Jupp （约 1817 年建成；1929 年拆除）

全球化时期的大部分贸易受到欧洲的监管。从经济角度来看，全球化依赖于东印度公司。这些企业是由几个西欧国家在 17 和 18 世纪建立的，最初是为了促进东印度群岛的贸易。这些公司控制着从印度到东亚和东南亚的贸易。 
全球化的关键贡献者之一是三角贸易及其如何连接世界。三角贸易是一种通过贸易连接世界三个地区的制度。 一旦进行交易，物品和货物就会运往世界其他地方，使得三角贸易成为全球贸易的关键。三角贸易体系由欧洲人经营，增强了他们的全球影响力。 
欧洲人会航行到西非海岸，用非洲国王制造的商品（枪支和弹药）来交换奴隶。 从那里，奴隶将被送往西印度群岛或北美东海岸作为劳工。棉花、糖蜜、糖、烟草等货物将从这些地方运回欧洲。 欧洲还会利用他们的商品与亚洲国家进行茶叶、布料和香料的贸易。 从某种意义上说，三角贸易是一种建立贸易路线的协议，它导致了全球一体化的进一步发展，最终促进了全球化。 
随着欧洲在全球贸易方面获得控制权，也随之颁布了多项条约和法律。 1773 年监管法案通过，规范该公司在印度和伦敦的事务。  1748年的《亚琛条约》结束了奥地利王位继承战争，但未能解决英法在西印度群岛、非洲和印度的商业争夺。 该条约旨在规范两地之间的贸易和市场扩张，但最终未能成功。
当时的全球化受到战争、疾病和特定地区的人口增长的阻碍。  《谷物法》的制定是为了规范英国谷物的进出口，从而限制贸易和全球化的扩张。  《玉米作物法》通过关税和进口限制阻碍了市场经济和全球化。 最终，李嘉图经济学理论变得盛行，并使得贸易法规得到改善，特别是与葡萄牙的贸易。 

## 向现代全球化过渡
塞巴斯蒂安·康拉德认为，原始全球化的标志是“民族沙文主义、种族主义、社会达尔文主义和种族灭绝思想的兴起”，而这种兴起与“世界经济的建立”息息相关。 从 19 世纪 70 年代开始，全球贸易周期开始巩固，各国经济之间的相互依赖程度超过了以往任何一个时代。这一新的世界贸易周期产生的多米诺骨牌效应既导致了世界范围的经济衰退，也导致了世界范围的经济繁荣。 莫德尔斯基将原始全球化的后期描述为“一种高速遍布全球、覆盖社会各个组成部分的、范围广泛的全球网络”。 到了 18 世纪 50 年代，欧洲、非洲、亚洲和美洲之间的联系已发展成为一种稳定的多边相互依存关系，并在现代全球化时期得到了呼应。 

### 资本转移
尽管在全球化之前，北大西洋世界主导着全球体系，但更加“多极化的全球经济”在 19 世纪初开始形成，资本也变得高度流动。 到 19 世纪末，英国资本财富的 17% 流向海外， 到 1913 年，海外投资资本水平几乎翻了一番，达到 33%。  1880 年，德国将其国内储蓄总额的五分之一用于投资，并像英国一样，在 20 世纪初实现了财富的巨额增长。  1860 年，国外净投资占国内总储蓄的 35%，1880 年为 47%，第一次世界大战前为 53%。 全球投资在各个社会中稳步增长，有投资能力的人将越来越多的国内储蓄投入到国际投资中。
调动资本的能力归功于工业革命的发展和机械化生产的开始（最为突出的是英国）。 在全球化初期，“许多社会的商业资本家迅速意识到了潜在的市场和新的生产者，并开始将它们联系在一起，形成新的世界贸易模式。 奴隶生产的扩张和对美洲的剥削使欧洲人登上了经济网络的顶端。 在现代全球化时期，大规模生产促成了更强大、更复杂的全球贸易网络的发展。1750 年至 1850 年间欧洲成功的另一个因素是亚非工业革命的局限性和“相对失败”。 现代全球化运动的标志是经济资本流入欧洲。 

### 文化转变

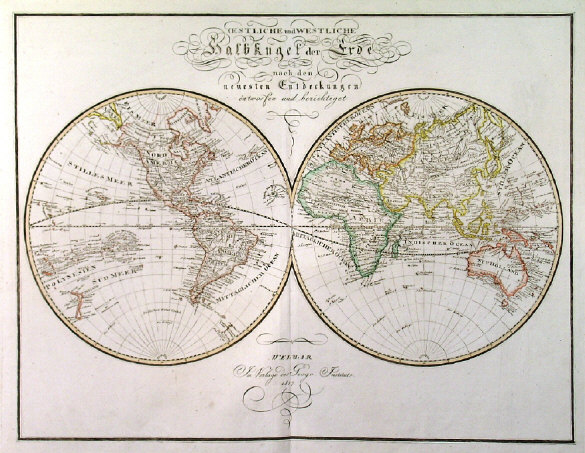
与现代全球化观点相一致的 1817 世界观。注意细节的数量。

如同资本一样，原始全球化的终结充满了个人的流动性。原始全球化时代是一个充满“相互影响、混合和跨文化纠葛”的时代。 许多历史学家认为，正是这种国家间纠葛和协议的网络导致了第一次世界大战的激烈程度和广泛参与。1750 年至 1880 年间，全球一体化的扩张受到了生产、运输和通讯领域新能力的影响。 
原始全球化的结束也标志着“大驯化”的最后阶段。  17 世纪 50 年代以后，有规律、有强度的农业开发进程已经完成。 随着大流行病的结束，人类人口开始几乎呈指数级增长。 在原始全球化末期和现代全球化的尖峰时刻，中美洲和南美洲的人口开始“恢复”，而在原始全球化初期，从欧洲输入的疾病曾严重减少了当地人口。 从中美洲和南美洲进口的营养丰富的作物品种，创造了生育能力更强、恢复力更强的人口，从而顺利适应现代全球化。 人口数量的增加迫使人口密集地区的居民“涌入人口较少的森林和牧场，并将其用于耕种”。 这一发展导致农产品生产和出口贸易的涌入。
导致现代全球化转变的另一个发展是更加政治化的体系的发展。 原始全球化时期标志着较大国家从印度尼西亚群岛稳步扩张到斯堪的纳维亚半岛北部。 这些人的定居使政府更容易征税、发展军队和劳动力，并创造可持续的经济。 这些文化方面的发展和简化，导致全球化博弈中的边缘参与者增多。 在原始全球化晚期和现代全球化早期时期发展起来的稳定的法律制度奠定了经济进步、知识产权（主要在英国）、总体地理稳定和世代相传的社会进步的基础。 
技术进步的交流转变是现代全球化的另一个原因。 19 世纪初，欧洲文明游历世界各地，积累了“关于其他国家的语言、宗教、风俗和政治秩序的大量知识”。 到 19 世纪末，欧洲不再从亚洲获得任何重大的技术创新。 

### 全球网络的转变
发达的全球网络引发了新网络的创立，进而催生了新的生产。 到 1880 年，欧洲殖民扩张又再度兴起。 现代全球化的转变是缓慢的、重叠的、相互作用的。 19 世纪中叶，各大洲之间开始进行非竞争性商品的交换，广泛使用的商品市场也逐渐发展起来。 此外，劳动力也正变得全球化。 现代全球化是随着社会经济网络普遍扩张的运动变得更加复杂而产生的。共济会的发展和建立就是一个例子。 现有的贸易网络不断扩大，资本和商品流动不断加强。 长期相互依存关系的持久性没有改变。 到了现代全球化时期开始时，欧洲的殖民扩张就趋于消退。各国社会开始对经济一体化感到后悔，并试图限制其影响。 贝利、霍普金斯和其他人强调，原始全球化向现代全球化的转变是一个复杂的过程，发生在不同的时期和不同的地区，并且涉及到延续源自前现代时期的旧价值和稀有性观念。从而导致了经济去全球化和世界大战的时代，这些战争在 1945 年后结束。 

### 笔记
1. ↑  霍普金斯 2003.
2. 1 2  霍普金斯 2003.
3. ↑  霍普金斯 2003.
4. ↑  霍普金斯 2003.
5. ↑  霍普金斯 2003.
6. 1 2  霍普金斯 2003.
7. 1 2 3 4  霍普金斯 2003.
8. ↑  霍普金斯 2003.
9. ↑  霍普金斯 2003.
10. ↑  谢尔顿 1998.
11. ↑  狄龙 & 加兰 2005.
12. ↑  狄龙 & 加兰 2005.
13. ↑  科恩 2000.
14. ↑  科恩 2000.
15. ↑  科恩 2000.
16. ↑  费尔班克, 赖肖尔 & 克雷格 1973.
17. ↑  费尔班克, 赖肖尔 & 克雷格 1973.
18. ↑  费尔班克, 赖肖尔 & 克雷格 1973.
19. ↑  费尔班克, 赖肖尔 & 克雷格 1973.
20. ↑  霍普金斯 2003.
21. ↑  霍普金斯 2003.
22. ↑  贝利 2004.
23. ↑  克莱因 1999.
24. 1 2  克莱因 1999.
25. ↑  托马斯 1997.
26. ↑  克莱因 1999.
27. ↑  奥斯特哈默尔 & 彼得森 2005.
28. ↑  索洛 1991.
29. 1 2 3  托马斯 1997.
30. ↑  托马斯 1997.
31. ↑  多丁 2002.
32. ↑  霍普金斯 2003.
33. ↑  霍普金斯 2003.
34. 1 2  .   [2009-11-11].
35. ↑  古德曼 1993.
36. ↑  .   [2009-11-11].
37. ↑  盖特利 2001.
38. ↑  古德曼 1993.
39. ↑  古德曼 1993.
40. ↑  古德曼 1993.
41. ↑  埃利斯 1905.
42. ↑  埃利斯 1905.
43. ↑  埃利斯 1905.
44. ↑  贝利 2004.
45. 1 2 3  . 战争史网站.   [2013-11-15].
46. 1 2  荷兰和英国舰队共有一百多艘舰船，战斗持续了十二个小时，荷兰舰队阵亡了 1,600 多人，其中包括海军上将特罗姆普，而英国舰队阵亡人数只有荷兰舰队的一半。
47. 1 2 3  施瓦茨 1999.
48. ↑  .   [2009-12-11]. （原始内容存档于2011-07-27）.
49. ↑  . 2009  [2009-11-13].
50. 1 2  . 2001  [2009-11-16]. （原始内容存档于2009-11-24）.
51. 1 2 3  . 2001  [2009-11-16]. （原始内容存档于2009-11-24）.
52. ↑  奥斯特哈默尔 & 彼得森 2005.
53. ↑  .   [2009-11-13].
54. ↑  . 大英百科全书. 2009  [2009-11-15].
55. ↑  . 2008年5月16日  [2009-11-14].
56. 1 2  卢斯蒂格 1995.
57. ↑  . 2009  [2009-11-15].
58. 1 2  康拉德 2007.
59. ↑  莫德尔斯基, 德韦扎斯 & 汤普森 2008.
60. ↑  奥斯特哈默尔 & 彼得森 2005.
61. ↑  康拉德 2007.
62. 1 2 3 4  奥罗克 & 威廉姆森 1999.
63. ↑  贝利 2004.
64. ↑  贝利 2004.
65. ↑  贝利 2004.
66. ↑  贝利 2004.
67. ↑  贝利 2004.
68. ↑  康拉德 2007.
69. ↑  奥斯特哈默尔 & 彼得森 2005.
70. 1 2 3 4 5 6  贝利 2004.
71. ↑  奥斯特哈默尔 & 彼得森 2005.
72. 1 2 3  贝利 2004.
73. ↑  贝利 2004.
74. 1 2  奥斯特哈默尔 & 彼得森 2005.
75. 1 2  莫德尔斯基, 德韦扎斯 & 汤普森 2008.
76. 1 2 3  奥斯特哈默尔 & 彼得森 2005.
77. ↑  哈兰德-雅各布斯 2007.
78. ↑  哈兰德-雅各布斯 2007.
79. 1 2  奥斯特哈默尔 & 彼得森 2005.